# Andreas Seppi
Andreas Seppi (prononcé : [anˈdreːas ˈseppi]), né le 21 février 1984 à Bolzano, est un joueur de tennis professionnel italien.
Il a remporté sur le circuit ATP trois titres en simple et a atteint sept autres finales. Il a également remporté un titre en double.

## Biographie
Andreas Seppi est né à Bolzen et a grandi dans la ville limitrophe de Kaltern (Tyrol du Sud) où il habite encore actuellement. Étant bilingue, il est aussi germanophone, l'allemand est parlé dans une large majorité dans toute la région autonome du Trentin-Haut-Adige. Son père Hugo travaille dans le transport et Maria-Louise sa mère dans un magasin de sport ; il a une sœur Marie. Il est coaché depuis l'âge de 11 ans par Massimo Sartori et depuis 2012 Dalibor Sirola, ancien entraîneur d'Ivan Ljubicic, a rejoint son équipe.

## Carrière
Andreas Seppi est passé professionnel en 2002 et il est actuellement l'un des meilleurs joueurs italiens. En 2011, il remporte son premier tournoi ATP à Eastbourne ; cela faisait cinq ans qu'un Italien n'avait pas remporté de titre en simple, depuis Filippo Volandri à Palerme en 2006. Il bat à Sydney en 2006 le no 4 mondial Lleyton Hewitt chez lui (4-6, 7-5, 7-5).
En 2007 à Monte-Carlo, il rencontre pour la première fois un no 1 mondial, perdant 6-7, 6-7 face à Roger Federer.
En 2008 à Rotterdam, il bat le no 2 mondial Rafael Nadal 3-6, 6-3, 6-4.
Au Masters de Rome 2010, après un lob d'Andy Murray, il réussit, peu avant la fin du match, un passing qui touche la ligne avec un « coup entre les jambes ».
En 2011, il gagne enfin un premier titre, sur le gazon d'Eastbourne face à Janko Tipsarević. Pendant son jeu de service à 4-3 0/15 le Serbe fait un grand écart sur un contre pied de Seppi, il reste au sol tordu de douleur puis reprend finalement le jeu et perd son service puis à la surprise générale il décide d'abandonner à 5-3 15/0 alors que l'Italien n'avait plus que 3 services à faire pour remporter son premier tournoi.
En 2012, au Masters de Rome, il s'impose au 3e tour face à Stanislas Wawrinka au terme d'un match flamboyant et devant un public survolté (61-7, 7-66, 7-66). Il sauve une balle de match dans le deuxième set, puis deux autres dans le dernier set alors que son adversaire sert pour le match, avant de le débreaker. Dans le tie-break final, il mène 3-0 avant de céder les six points suivants. Il sauve alors trois autres balles de match, dont une sur le service adverse, avant de conclure sur sa première balle de match.
Lors du tournoi de Roland-Garros, il prouve encore une fois sa force de caractère en éliminant coup sur coup Mikhail Kukushkin (65-7, 6-2, 2-6, 6-1, 6-2) puis Fernando Verdasco (7-5, 3-6, 6-3, 4-6, 6-2) au terme de matchs en 5 sets. Il affronte ensuite le numéro 1 mondial Novak Djokovic en huitièmes de finale. Alors qu'on s'attend à un match facile pour le Serbe qui a remporté les trois Grand Chelems précédents, Seppi parvient à empocher les deux premiers sets à la surprise générale en pratiquant un tennis solide et sans complexe. Djokovic réagit finalement et l'emporte à l'usure (6-4, 7-65, 3-6, 5-7, 3-6) après 4 h 18 de jeu.
Fin de l'année, il finit pour la première fois de sa carrière dans le top 25 mondial au classement ATP. Il atteint son meilleur classement un mois plus tard, à la 18e place mondiale.
En 2013, il obtient ses meilleurs résultats en Grand Chelem en parvenant en huitièmes de finale à l'Open d'Australie après deux gros matchs contre Denis Istomin (7-64, 5-7, 63-7, 7-63, 6-2) et Marin Čilić (62-7, 6-3, 2-6, 6-4, 6-2) avant de perdre contre le Français Jérémy Chardy, (7-5, 3-6, 2-6, 2-6) révélation du tournoi. Et à Wimbledon, il passe Denis Istomin à nouveau en cinq manches, puis bat Kei Nishikori au troisième tour (3-6, 6-2, 64-7, 6-1, 6-4). Avant de perdre contre 8e mondial, Juan Martín del Potro (4-6, 62-7, 3-6) en 2 h 22. Il finit une nouvelle fois l'année dans le top 25 mondial.
En 2014, il prouve une nouvelle fois ses qualités de combattant en s'imposant en cinq sets face à Lleyton Hewitt en Australie, après avoir sauvé une balle de match. Il bat également l'Américain Sam Querrey en sauvant deux balles de match au Masters d'Indian Wells 2014.
En 2015, au troisième tour de l'Open d'Australie, il élimine à la surprise générale Roger Federer, alors no 2 mondial et parmi les grands favoris du tournoi, en 4 sets (6-4, 7-65, 4-6, 7-65). Face à un adversaire qu'il n'a jamais battu en dix confrontations, l'Italien domine les échanges par ses coups rapides et précis pour remporter une des plus grandes victoires de sa carrière. Il perd ensuite contre son précédent vainqueur de l'US Open, le jeune prodige local Nick Kyrgios, après avoir mené 2 sets à 0 et en passant à un point d'un premier quart de finale en Grand Chelem (7-5, 6-4, 3-6, 6-75, 6-8).
Il atteint également la finale la plus importante de sa carrière à l'ATP 500 de Halle. Battant Tommy Haas (7-5, 6-2), difficilement Tommy Robredo en trois sets (6-2, 66-7, 6-3), sur abandon en quart le Français Gaël Monfils, avant de bénéficier d'un nouvel abandon contre la tête de série numéro 2, Kei Nishikori. Il perd malgré une bonne résistance (61-7, 4-6) contre la tête de série numéro 1, Roger Federer.
En 2017, à nouveau à l'Open d'Australie, il prend sa revanche sur Nick Kyrgios 13e mondial, le battant 1-6, 61-7, 6-4, 6-2, 10-8, après avoir concédé les deux premiers sets dans un match serré de 3 h 12 de jeu. Puis il vainc Steve Darcis au troisième tour (4-6, 6-4, 7-61, 7-62) et perd en huitième contre la tête de série numéro 4, Stanislas Wawrinka (62-7, 64-7, 64-7) dans un match accroché de tie-breaks.
Classé 71e mondial quand il se présente à Roland-Garros en 2019, il s'incline au premier tour devant son compatriote 12e mondial Fabio Fognini, tête de série no 9, en quatre sets (3-6, 0-6, 6-3, 3-6).
Il a remporté 9 titres en tournois Challenger : à Bergame en 2008, Saint-Marin en 2009, Kitzbühel en 2010, Bergame et Mons en 2011, Ortisei en 2013 et 2014, Canberra en 2018 et Cary en 2019.
Il est membre de l'équipe d'Italie de Coupe Davis. Joueur solide du fond de court, il a atteint les huitièmes de finale de trois des quatre tournois du Grand Chelem.
Il parle italien, anglais et allemand, la langue de sa mère. Il réside à Caldaro en Italie.
Le 13 octobre 2022, il annonce sa retraite à la fin de la saison. Pas invité aux tournois de Naples et Florence, il finit sa carrière lors du tournoi du challenger d'Ortisei. Il est battu en trois sets par Yannick Hanfmann (7-5, 3-6, 4-6) au 1er tour du tournoi le 25 octobre 2022.

## Palmarès

### Titres en simple messieurs
| No | Date       | Nom et lieu du tournoi          | Catégorie | Dotation  | Surface      | Finaliste        | Score               |          |
| -- | ---------- | ------------------------------- | --------- | --------- | ------------ | ---------------- | ------------------- | -------- |
| 1  | 12-06-2011 | AEGON International, Eastbourne | ATP 250   | 462 675 $ | Gazon (ext.) | Janko Tipsarević | 7-65, 3-6, 5-3, ab. | Parcours |
| 2  | 30-04-2012 | Serbia Open, Belgrade           | ATP 250   | 366 950 € | Terre (ext.) | Benoît Paire     | 6-3, 6-2            | Parcours |
| 3  | 15-10-2012 | Kremlin Cup, Moscou             | ATP 250   | 673 150 $ | Dur (int.)   | Thomaz Bellucci  | 3-6, 7-63, 6-3      | Parcours |

### Finales en simple messieurs
| No | Date       | Nom et lieu du tournoi           | Catégorie   | Dotation    | Surface      | Vainqueur              | Score          |          |
| -- | ---------- | -------------------------------- | ----------- | ----------- | ------------ | ---------------------- | -------------- | -------- |
| 1  | 09-07-2007 | Allianz Suisse Open, Gstaad      | Int' Series | 471 000 $   | Terre (ext.) | Paul-Henri Mathieu     | 61-7, 6-4, 7-5 | Parcours |
| 2  | 17-06-2012 | AEGON International, Eastbourne  | ATP 250     | 455 700 $   | Gazon (ext.) | Andy Roddick           | 6-3, 6-2       | Parcours |
| 3  | 17-09-2012 | Moselle Open, Metz               | ATP 250     | 398 250 €   | Dur (int.)   | Jo-Wilfried Tsonga     | 6-1, 6-2       | Parcours |
| 4  | 02-02-2015 | PBZ Zagreb Indoors, Zagreb       | ATP 250     | 439 405 €   | Dur (int.)   | Guillermo García-López | 7-64, 6-3      | Parcours |
| 5  | 15-06-2015 | Gerry Weber Open, Halle (Westf.) | ATP 500     | 1 574 640 € | Gazon (ext.) | Roger Federer          | 7-61, 6-4      | Parcours |
| 6  | 07-01-2019 | Sydney International, Sydney     | ATP 250     | 527 880 $   | Dur (ext.)   | Alex De Minaur         | 7-5, 7-65      | Parcours |
| 7  | 10-02-2020 | New York Open, Long Island       | ATP 250     | 719 320 $   | Dur (int.)   | Kyle Edmund            | 7-5, 6-1       | Parcours |

### Titre en double messieurs
| No | Date       | Nom et lieu du tournoi                     | Catégorie | Dotation    | Surface    | Partenaire     | Finalistes                 | Score             |          |
| -- | ---------- | ------------------------------------------ | --------- | ----------- | ---------- | -------------- | -------------------------- | ----------------- | -------- |
| 1  | 21-02-2016 | Dubai Duty Free Tennis Championships Dubaï | ATP 500   | 2 249 215 $ | Dur (ext.) | Simone Bolelli | Feliciano López Marc López | 6-2, 3-6, [14-12] | Parcours |

### Finales en double messieurs
| No | Date       | Nom et lieu du tournoi                        | Catégorie   | Dotation    | Surface         | Vainqueurs                        | Partenaire         | Score     |          |
| -- | ---------- | --------------------------------------------- | ----------- | ----------- | --------------- | --------------------------------- | ------------------ | --------- | -------- |
| 1  | 30-01-2006 | PBZ Zagreb Indoors Zagreb                     | Int' Series | 355 000 $   | Moquette (int.) | Jaroslav Levinský Michal Mertiňák | Davide Sanguinetti | 7-66, 6-1 | Parcours |
| 2  | 12-07-2010 | Skistar Swedish Open Båstad                   | ATP 250     | 398 250 €   | Terre (ext.)    | Robert Lindstedt Horia Tecău      | Simone Vagnozzi    | 6-4, 7-5  | Parcours |
| 3  | 04-10-2010 | Rakuten Japan Open Tennis Championships Tokyo | ATP 500     | 1 100 000 $ | Dur (ext.)      | Eric Butorac Jean-Julien Rojer    | Dmitri Toursounov  | 6-3, 6-2  | Parcours |
| 4  | 03-01-2011 | Qatar ExxonMobil Open Doha                    | ATP 250     | 1 024 000 $ | Dur (ext.)      | Marc López Rafael Nadal           | Daniele Bracciali  | 6-3, 7-64 | Parcours |
| 5  | 12-06-2011 | AEGON International Eastbourne                | ATP 250     | 462 675 $   | Gazon (ext.)    | Jonathan Erlich Andy Ram          | Grigor Dimitrov    | 6-3, 6-3  | Parcours |
| 6  | 30-09-2013 | China Open Pékin                              | ATP 500     | 2 315 250 $ | Dur (ext.)      | Max Mirnyi Horia Tecău            | Fabio Fognini      | 6-4, 6-2  | Parcours |

## Parcours dans les tournois duGrand Chelem

### En simple
| Année | Open d'Australie | Open d'Australie | Internationaux de France | Internationaux de France | Wimbledon       | Wimbledon        | US Open         | US Open          |
| ----- | ---------------- | ---------------- | ------------------------ | ------------------------ | --------------- | ---------------- | --------------- | ---------------- |
| 2004  | —                | —                | —                        | —                        | —               | —                | 2e tour (1/32)  | Michaël Llodra   |
| 2005  | —                | —                | —                        | —                        | 1er tour (1/64) | D. Sanguinetti   | 1er tour (1/64) | Dominik Hrbatý   |
| 2006  | 1er tour (1/64)  | Janko Tipsarević | 1er tour (1/64)          | Evgeny Korolev           | 2e tour (1/32)  | Andre Agassi     | 1er tour (1/64) | Gastón Gaudio    |
| 2007  | 2e tour (1/32)   | Florian Mayer    | 1er tour (1/64)          | Carlos Moyà              | 2e tour (1/32)  | F. Verdasco      | 1er tour (1/64) | Agustín Calleri  |
| 2008  | 2e tour (1/32)   | Mikhail Youzhny  | 1er tour (1/64)          | Mario Ančić              | 3e tour (1/16)  | Marat Safin      | 3e tour (1/16)  | Andy Roddick     |
| 2009  | 1er tour (1/64)  | Roger Federer    | 2e tour (1/32)           | M. González              | 3e tour (1/16)  | Igor Andreev     | 1er tour (1/64) | P. Kohlschreiber |
| 2010  | 1er tour (1/64)  | John Isner       | 2e tour (1/32)           | P. Kohlschreiber         | 2e tour (1/32)  | Tobias Kamke     | 1er tour (1/64) | M. Granollers    |
| 2011  | 2e tour (1/32)   | J.-W. Tsonga     | 2e tour (1/32)           | Thomaz Bellucci          | 2e tour (1/32)  | Márcos Baghdatís | 1er tour (1/64) | Juan Mónaco      |
| 2012  | 1er tour (1/64)  | Richard Gasquet  | 1/8 de finale            | Novak Djokovic           | 1er tour (1/64) | Denis Istomin    | 1er tour (1/64) | Tommy Robredo    |
| 2013  | 1/8 de finale    | Jérémy Chardy    | 3e tour (1/16)           | N. Almagro               | 1/8 de finale   | J. M. del Potro  | 3e tour (1/16)  | Denis Istomin    |
| 2014  | 2e tour (1/32)   | Donald Young     | 3e tour (1/16)           | David Ferrer             | 1er tour (1/64) | Leonardo Mayer   | 2e tour (1/32)  | Nick Kyrgios     |
| 2015  | 1/8 de finale    | Nick Kyrgios     | 1er tour (1/64)          | John Isner               | 3e tour (1/16)  | Andy Murray      | 3e tour (1/16)  | Novak Djokovic   |
| 2016  | 3e tour (1/16)   | Novak Djokovic   | 1er tour (1/64)          | Ernests Gulbis           | 2e tour (1/32)  | Milos Raonic     | 2e tour (1/32)  | Rafael Nadal     |
| 2017  | 1/8 de finale    | S. Wawrinka      | 2e tour (1/32)           | Fabio Fognini            | 2e tour (1/32)  | Kevin Anderson   | 1er tour (1/64) | R. Bautista-Agut |
| 2018  | 1/8 de finale    | Kyle Edmund      | 1er tour (1/64)          | Richard Gasquet          | 2e tour (1/32)  | Kevin Anderson   | 2e tour (1/32)  | D. Shapovalov    |
| 2019  | 3e tour (1/16)   | Frances Tiafoe   | 1er tour (1/64)          | Fabio Fognini            | 2e tour (1/32)  | Guido Pella      | 1er tour (1/64) | Grigor Dimitrov  |
| 2020  | 2e tour (1/32)   | S. Wawrinka      | 1er tour (1/64)          | S. Korda                 | Annulé          | Annulé           | 1er tour (1/64) | Frances Tiafoe   |
| 2021  | 1er tour (1/64)  | Pablo Cuevas     | 2e tour (1/32)           | Kwon Soon-woo            | 2e tour (1/32)  | Denis Kudla      | 3e tour (1/16)  | Oscar Otte       |
| 2022  | 1er tour (1/64)  | Kamil Majchrzak  | —                        | —                        | —               | —                | —               | —                |

N.B. : à droite du résultat se trouve le nom de l'ultime adversaire.

### En double
| Année | Open d'Australie            | Open d'Australie            | Internationaux de France       | Internationaux de France    | Wimbledon                      | Wimbledon                      | US Open                          | US Open                     |
| ----- | --------------------------- | --------------------------- | ------------------------------ | --------------------------- | ------------------------------ | ------------------------------ | -------------------------------- | --------------------------- |
| 2005  | —                           | —                           | —                              | —                           | —                              | —                              | 1er tour (1/32) D. Sanguinetti   | R. Lindstedt R. Söderling   |
| 2006  | —                           | —                           | 1er tour (1/32) D. Sanguinetti | Bob Bryan Mike Bryan        | 1er tour (1/32) D. Sanguinetti | L. Burgsmüller O. Marach       | 1er tour (1/32) P. Kohlschreiber | Bob Bryan Mike Bryan        |
| 2007  | —                           | —                           | —                              | —                           | —                              | —                              | 1er tour (1/32) F. Verdasco      | T. Gabashvili I. Karlović   |
| 2008  | 1er tour (1/32) C. Berlocq  | N. Almagro N. Massú         | 1er tour (1/32) S. Bolelli     | M. Melo André Sá            | 1er tour (1/32) S. Bolelli     | J. Coetzee W. Moodie           | 1er tour (1/32) S. Bolelli       | C. Kas P. Petzschner        |
| 2009  | 1/4 de finale S. Bolelli    | L. Dlouhý L. Paes           | 2e tour (1/16) S. Bolelli      | B. Soares K. Ullyett        | 1er tour (1/32) S. Bolelli     | D. Nestor N. Zimonjić          | 1/8 de finale S. Bolelli         | Max Mirnyi Andy Ram         |
| 2010  | 1/8 de finale S. Bolelli    | M. Kohlmann J. Nieminen     | 1er tour (1/32) J. Coetzee     | V. Troicki Dušan Vemić      | 2e tour (1/16) A. Golubev      | W. Moodie D. Norman            | 1er tour (1/32) S. Vagnozzi      | R. Harrison R. Kendrick     |
| 2011  | 1er tour (1/32) Dudi Sela   | S. González P. Marx         | 1er tour (1/32) S. Vagnozzi    | R. Bopanna A.-U.-H. Qureshi | 1er tour (1/32) S. Vagnozzi    | D. Bracciali F. Čermák         | 1/4 de finale D. Marrero         | J. Melzer P. Petzschner     |
| 2012  | 1er tour (1/32) S. Vagnozzi | Marc López D. Marrero       | 1er tour (1/32) F. Cipolla     | M. Ebden R. Harrison        | 1/8 de finale D. Marrero       | J. Cerretani É. Roger-Vasselin | 1er tour (1/32) Robin Haase      | S. González S. Lipsky       |
| 2013  | 2e tour (1/16) F. Cipolla   | Bob Bryan Mike Bryan        | 2e tour (1/16) V. Troicki      | M. Granollers Marc López    | 2e tour (1/16) D. Marrero      | Bob Bryan Mike Bryan           | 1er tour (1/32) P. Lorenzi       | D. Bracciali L. Dlouhý      |
| 2014  | 2e tour (1/16) P. Starace   | T. C. Huey D. Inglot        | 1er tour (1/32) F. Volandri    | J. Eysseric M. Gicquel      | 1er tour (1/32) P. Lorenzi     | D. Nestor N. Zimonjić          | 2e tour (1/16) D. Bracciali      | M. Kukushkin M. Venus       |
| 2015  | 1er tour (1/32) P. Lorenzi  | E. Butorac Sam Groth        | 1er tour (1/32) S. Stakhovsky  | A. Peya B. Soares           | 1er tour (1/32) A. Ramos       | J. Erlich P. Petzschner        | 2e tour (1/16) M. Cecchinato     | M. Matkowski N. Zimonjić    |
| 2016  | 1/8 de finale M. Cecchinato | J.-J. Rojer Horia Tecău     | 1er tour (1/32) F. Fognini     | T. C. Huey Max Mirnyi       | 1er tour (1/32) F. Fognini     | Dominic Inglot Daniel Nestor   | 2e tour (1/16) F. Fognini        | N. Almagro V. Estrella      |
| 2017  | —                           | —                           | 2e tour (1/16) M. Jaziri       | Ivan Dodig M. Granollers    | 1er tour (1/32) F. Fognini     | H. Kontinen John Peers         | 2e tour (1/16) A. Mannarino      | F. López Marc López         |
| 2018  | —                           | —                           | 1/8 de finale D. Bracciali     | H. Kontinen John Peers      | 1er tour (1/32) D. Bracciali   | Mike Bryan Jack Sock           | 2e tour (1/16) M. Berrettini     | Roman Jebavý Andrés Molteni |
| 2019  | 1er tour (1/32) S. Bolelli  | Oliver Marach Mate Pavić    | 1er tour (1/32) M. Cecchinato  | Nicolas Mahut Jürgen Melzer | 1er tour (1/32) M. Cecchinato  | J.-J. Rojer Horia Tecău        | —                                | —                           |
| 2020  | 1er tour (1/32) L. Sonego   | Henri Kontinen J.-L. Struff | —                              | —                           | Annulé                         | Annulé                         | —                                | —                           |

N.B. : le nom du partenaire se trouve sous le résultat ; le nom des ultimes adversaires se trouve à droite.

### En double mixte
| Année | Open d'Australie | Open d'Australie | Internationaux de France | Internationaux de France | Wimbledon                 | Wimbledon             | US Open | US Open |
| ----- | ---------------- | ---------------- | ------------------------ | ------------------------ | ------------------------- | --------------------- | ------- | ------- |
| 2011  | —                | —                | —                        | —                        | 2e tour (1/16) A. Brianti | I. Benešová J. Melzer | —       | —       |

N.B. : le nom de la partenaire se trouve sous le résultat ; le nom des ultimes adversaires se trouve à droite.

## Parcours dans lesMasters 1000
| Année | Indian Wells           | Miami                   | Monte-Carlo                | Rome                     | Hambourg puis Madrid      | Canada               | Cincinnati                | Madrid puis Shanghai     | Paris                      |
| ----- | ---------------------- | ----------------------- | -------------------------- | ------------------------ | ------------------------- | -------------------- | ------------------------- | ------------------------ | -------------------------- |
| 2004  | —                      | —                       | —                          | 1er tour L. Hewitt       | 1er tour Tim Henman       | —                    | —                         | —                        | —                          |
| 2005  | —                      | 1er tour G. Rusedski    | 2e tour D. Ferrer          | 2e tour Luis Horna       | 1/4 de finale R. Gasquet  | —                    | —                         | —                        | 1er tour G. Rusedski       |
| 2006  | 1er tour P.-H. Mathieu | 1er tour V. Spadea      | 2e tour D. Nalbandian      | 1er tour M. Youzhny      | 2e tour N. Davydenko      | —                    | 1er tour V. Spadea        | —                        | 1er tour P.-H. Mathieu     |
| 2007  | 2e tour F. Verdasco    | 1er tour J. Tipsarević  | 2e tour R. Federer         | —                        | —                         | —                    | —                         | —                        | 2e tour G. Cañas           |
| 2008  | 2e tour N. Djokovic    | 2e tour J. Blake        | 2e tour Sam Querrey        | 2e tour J. Blake         | 1/2 finale R. Federer     | 1er tour M. Youzhny  | 1/8 de finale N. Djokovic | 1er tour T. Robredo      | 1er tour Marin Čilić       |
| 2009  | 2e tour S. Wawrinka    | 2e tour S. Wawrinka     | 2e tour R. Federer         | 2e tour R. Nadal         | 1/8 de finale N. Djokovic | —                    | 2e tour R. Nadal          | —                        | 2e tour F. Verdasco        |
| 2010  | 2e tour A. Murray      | 1er tour H. Zeballos    | 2e tour A. Montañés        | 2e tour A. Murray        | 1er tour A. Dolgopolov    | —                    | —                         | 1/8 de finale R. Federer | —                          |
| 2011  | 1er tour V. Hănescu    | 2e tour A. Dolgopolov   | —                          | 1er tour Juan Mónaco     | —                         | 1er tour Marin Čilić | 1er tour J. M. del Potro  | —                        | 1/8 de finale J.-W. Tsonga |
| 2012  | 2e tour Mardy Fish     | 1er tour R. Bautista    | 2e tour N. Djokovic        | 1/4 de finale R. Federer | 2e tour A. Dolgopolov     | 1er tour V. Pospisil | 2e tour N. Djokovic       | 2e tour T. Berdych       | 2e tour T. Berdych         |
| 2013  | 3e tour E. Gulbis      | 1/8 de finale A. Murray | 1er tour F. Fognini        | 1er tour F. Fognini      | 1er tour Tommy Haas       | 2e tour K. Nishikori | 1er tour S. Wawrinka      | 2e tour R. Federer       | 1er tour Kohlschreiber     |
| 2014  | 3e tour S. Wawrinka    | 3e tour D. Ferrer       | 1/8 de finale R. Nadal     | 1er tour Tommy Haas      | 1er tour F. Verdasco      | 2e tour Ivan Dodig   | 2e tour M. Youzhny        | —                        | —                          |
| 2015  | 3e tour R. Federer     | —                       | 1er tour T. Robredo        | —                        | —                         | 1er tour G. Simon    | 2e tour F. López          | 1er tour S. Johnson      | 2e tour R. Federer         |
| 2016  | 2e tour John Isner     | 2e tour A. Dolgopolov   | —                          | 2e tour R. Gasquet       | —                         | —                    | —                         | —                        | 1er tour João Sousa        |
| 2017  | —                      | 2e tour G. Müller       | 1er tour A. Zverev         | 1er tour N. Almagro      | —                         | —                    | —                         | —                        | —                          |
| 2018  | —                      | —                       | 1/8 de finale K. Nishikori | 1er tour L. Pouille      | —                         | —                    | —                         | 2e tour K. Edmund        | —                          |
| 2019  | 1er tour P. Gojowczyk  | —                       | 1er tour L. Sonego         | 1er tour R. Bautista     | 1er tour G. Monfils       | —                    | —                         | —                        | 2e tour Radu Albot         |

N.B. : sous le résultat se trouve le nom de l’ultime adversaire.

## Palmarès en interclubs
- Vainqueur du Championnat d'Italie de tennis en 2004 et 2009.

## Victoires sur le top 10
Toutes ses victoires sur des joueurs classés dans le top 10 de l'ATP lors de la rencontre.
| Légende      |
| ------------ |
| Grand Chelem |
| Masters 1000 |
| 500 Series   |
| 250 Series   |
| Coupe Davis  |

| #  | A.S.   | Tournoi          | Année | Surface      | Adversaire       | Rang  | Tour | Score                |
| -- | ------ | ---------------- | ----- | ------------ | ---------------- | ----- | ---- | -------------------- |
| 1  | no 113 | Hambourg         | 2005  | Terre battue | Guillermo Cañas  | no 10 | 1/16 | 7-69, 6-2            |
| 2  | no 60  | Sydney           | 2006  | Dur          | Lleyton Hewitt   | no 4  | 1/4  | 4-6, 7-5, 7-5        |
| 3  | no 102 | Marseille        | 2007  | Dur (int.)   | Mario Ančić      | no 9  | 1/16 | 4-0 ab.              |
| 4  | no 42  | Rotterdam        | 2008  | Dur (int.)   | Rafael Nadal     | no 2  | 1/8  | 3-6, 6-3, 6-4        |
| 5  | no 43  | Hambourg         | 2008  | Terre battue | Richard Gasquet  | no 9  | 1/16 | 6-3, 6-2             |
| 6  | no 30  | Rome             | 2012  | Terre battue | John Isner       | no 10 | 1/16 | 2-6, 7-65, 7-5       |
| 7  | no 46  | Open d'Australie | 2015  | Dur          | Roger Federer    | no 2  | 1/16 | 6-4, 7-65, 4-6, 7-65 |
| 8  | no 45  | Halle            | 2015  | Gazon        | Kei Nishikori    | no 5  | 1/2  | 4-1 ab.              |
| 9  | no 81  | Rotterdam        | 2018  | Dur (int.)   | Alexander Zverev | no 4  | 1/8  | 6-4, 6-3             |
| 10 | no 72  | Moscou           | 2019  | Dur (int.)   | Karen Khachanov  | no 8  | 1/4  | 3-6, 6-3, 6-3        |

## Classements ATP en fin de saison
| Année          | 2000 | 2001 | 2002 | 2003 | 2004 | 2005 | 2006 | 2007 | 2008 | 2009 | 2010 | 2011 | 2012 | 2013 | 2014 | 2015 | 2016 | 2017 | 2018 | 2019 | 2020 | 2021 | 2022 |
| Rang en simple | 1126 | 803  | 346  | 285  | 135  | 69   | 75   | 50   | 35   | 49   | 52   | 38   | 23   | 25   | 45   | 29   | 87   | 86   | 37   | 72   | 106  | 102  | 358  |
| Rang en double | 1474 | 663  | 348  | 444  | 321  | 281  | 189  | 378  | 120  | 82   | 86   | 106  | 86   | 68   | 141  | 258  | 96   | 215  | 229  | 298  | 503  | –    | –    |

Source : (en) Classements de Andreas Seppi sur le site officiel de la Fédération internationale de tennis